# Championnat de France de football 1929
Navigation
Championnat de France 1928
Le Championnat de France de football 1929 est la troisième et dernière édition du championnat de France qui se tient de 1926 à 1929. Le Championnat est divisé en deux niveaux : la Division d'excellence et la Division d'honneur.
Les champions de chaque ligue régionale participent à ce championnat et sont versés en Division d'excellence ou en Division d'honneur en fonction des résultats des clubs de leur ligue en Coupe de France.
L'Olympique de Marseille remporte la Division d'excellence et devient champion de France,.
| \| La Bastidienne Bordeaux Club français Olympique de Marseille FC Mulhouse FC Rouen AS Valentigney US Cazères \| Niveau des clubs : · Excellence · Honneur |
| La Bastidienne Bordeaux Club français Olympique de Marseille FC Mulhouse FC Rouen AS Valentigney US Cazères                                                 |

## Division d'excellence
Six équipes participent à la Division d'excellence, qui est le premier niveau du Championnat de France amateur :
- SC Bastidienne, champion 1928-1929 de la Ligue du Sud-Ouest de football[3]
- Olympique de Marseille, champion 1928-1929 de la Ligue du Sud-Est de football[4]
- FC Mulhouse, champion 1928-1929 de la Ligue d'Alsace de football[5]
- Club français, champion 1928-1929 de la Ligue de Paris de football[6]
- FC Rouennais, champion 1928-1929 de la Ligue de Normandie de football[7]
- AS Valentigney, champion 1928-1929 de la Ligue de Franche-Comté Bourgogne de football[8]

### Poule A
- 7 avril : FC Rouen 1-0 SC Bastidienne[9]
- 14 avril : Olympique de Marseille 5-0 SC Bastidienne[10]
- 21 avril : Olympique de Marseille 2-1 FC Rouen[11]

### Poule B
- 17 mars : Club français 2-0 Mulhouse[12]
- 7 avril : Club français 6-1 Valentigney[9]
- 21 avril : Mulhouse 5-0 Valentigney[11]

### Finale
La finale du championnat voit s'affronter l'Olympique de Marseille et le Club français.
| 28 avril 1929 | Olympique de Marseille       | 3 - 2 | Club français           | Stade Pershing, Paris                           |                                                 |
| | Boyer 15e, 44e · Bonello 28e | (3 - 0) | 62e Mercier · 86e Roels | Spectateurs : 15 000 Arbitrage : Paul Quittemel | Spectateurs : 15 000 Arbitrage : Paul Quittemel |
| Charles Allé - Aimé Durbec, Joseph Jacquier - Raoul Blanc, Jean Cabassu, Auguste Aquaron - Jules Dewaquez, Joseph Alcazar, Jean Boyer, Maurice Gallay, Georges Bonello Entraîneur : Paul Seitz | Équipes                      | Lozes - Marcel Bertrand, Arthur Parkes - Peythieux, Kenner, Haas - Huvier, Guillou, Robert Mercier « Furois », Garabédian, Roels |                         | Spectateurs : 15 000 Arbitrage : Paul Quittemel | Spectateurs : 15 000 Arbitrage : Paul Quittemel |

## Division d'honneur

### Groupes
Les équipes sont réparties dans trois poules. Le CASG Orléans remporte la poule A, le CA Messin la poule B et l'US Cazérienne la poule C.
Résultats incomplets :
- 24 mars : Tigres vendéens 1-1 CASG Orléans[17]
- 7 avril : CA Messin 5-2 Deux-Vireux[9]

### Poule finale
- 21 avril : US Cazérienne 3-1 CASG Orléans[18]
- 28 avril : US Cazérienne 3-2 CA Messin[18]
- 5 mai : CA Messin 6-1 CASG Orléans[19]

L'US Cazérienne remporte la Division d'honneur, deuxième niveau du Championnat de France amateur,.